# Sauber C37
La Sauber C37 è una vettura da Formula 1 realizzata dalla Sauber per prendere parte al campionato mondiale di Formula 1 2018.

## Livrea

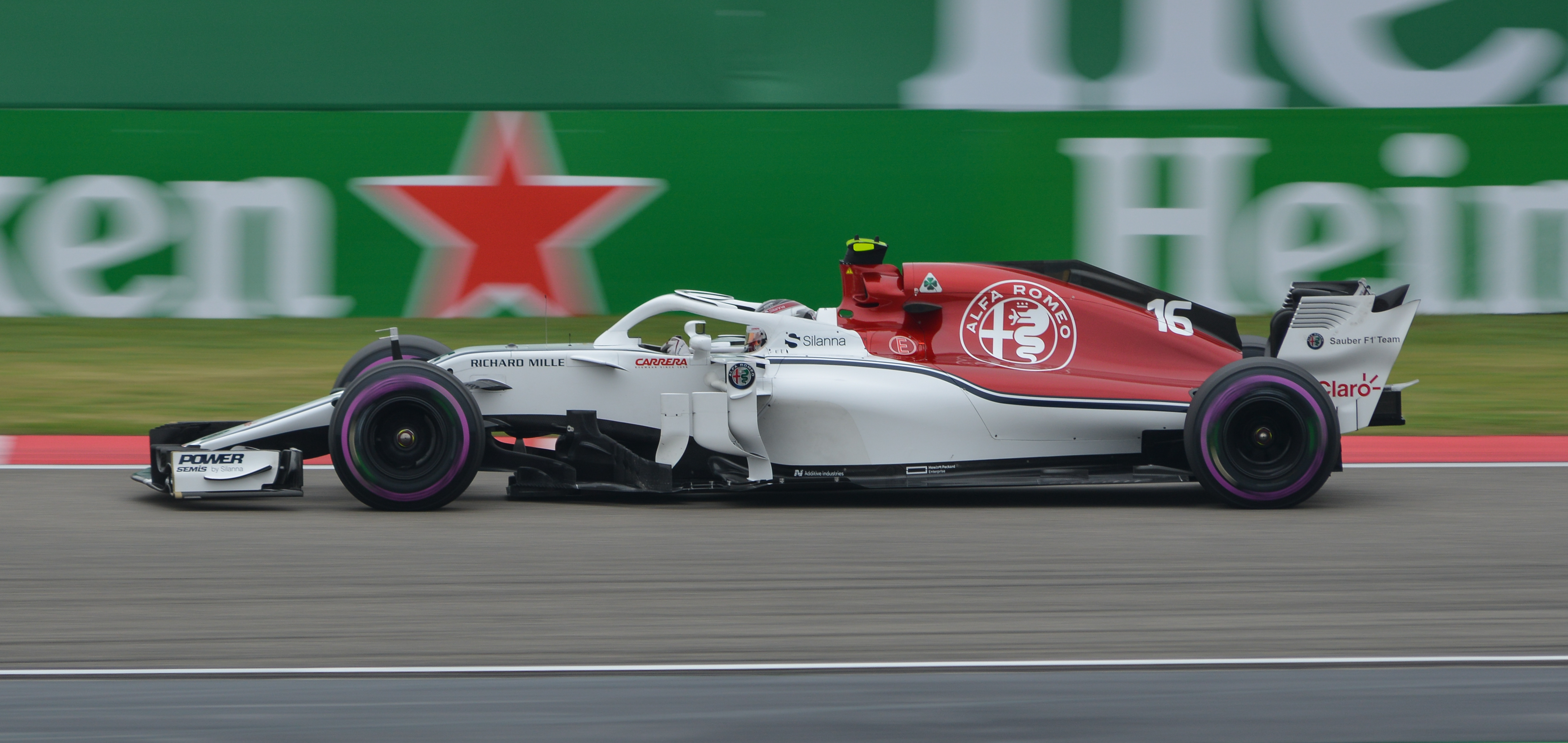
Vista laterale della C37 di Charles Leclerc durante le prove libere del Gran Premio di Cina

A seguito dell'accordo di sponsorizzazione con Alfa Romeo – cosa che ha portato vari addetti ai lavori, principalmente italiani, a identificare colloquialmente (ma impropriamente) la monoposto come "Alfa Sauber" –, la livrea della C37 abbandona l'azzurro delle precedenti stagioni e adotta una nuova colorazione. La vettura, infatti, di base è bianca e presenta nei due terzi superiori del cofano motore una vasta zona rosso corsa, la quale avvolge anche l'airscope. Per tutta la lunghezza della monoposto, dalla punta del muso, sulle pance, fino agli attacchi delle sospensioni posteriori, sono poste due sottili strisce blu di dimensione diseguale, più larga quella inferiore, più stretta quella superiore; la pinna, il fondo e le ali anteriore e posteriore sono nere (eccezion fatta per le parti esterne delle paratie di queste ultime, le quali sono bianche). Infine, la parte superiore dell'ala mobile del DRS è bianca, mentre quella inferiore è rossa e presenta la scritta «Alfa Romeo» in corsivo.
Sul cofano motore spicca una versione semplificata del marchio Alfa Romeo, mentre sull'airscope è presente il Quadrifoglio Verde.

## Caratteristiche
La nuova monoposto presenta alcune soluzioni che riprendono elementi della Sauber C36, e altre soluzioni completamente rivoluzionate.
L'ala anteriore presenta un muso con una piccola protuberanza ripresa dalla C36, e altri elementi ispirati alle più recenti monoposto Force India. La sospensione anteriore è di tipo push rod. Nella zona anteriore si può notare anche l'introduzione del dispositivo dell'S-Duct, utile a espellere l'aria turbolenta sotto forma di flusso laminare.
Nella zona centrale i tecnici si sono concentrati prevalentemente nella zona dei radiatori, che presentano una soluzione innovativa con due aperture. Sulle fiancate si nota la presenza dei deviatori di flusso a ponte, non collegati ai deviatori posti ai lati delle fiancate, che nascondono le bocche dei radiatori. La presa dell'aria utile a raffreddare e alimentare la power unit è sdoppiata e divisa al centro dalla struttura di sicurezza del roll-bar. Altro particolare degno di nota sono le diverse carenature che sormontano il dispositivo di sicurezza Halo – reso obbligatorio dalla FIA a partire da questa stagione –, utili a ridurre gli effetti negativi che esso ha sui flussi.
Nella zona posteriore, infine, sono presenti delle grosse aperture per smaltire il calore che si sviluppa sotto il cofano, mentre l'ala posteriore è sostenuta dall'ormai classico doppio pilone.

## Scheda tecnica
| Caratteristiche tecniche - Sauber C37                           | Caratteristiche tecniche - Sauber C37 | Caratteristiche tecniche - Sauber C37 | Caratteristiche tecniche - Sauber C37 | Caratteristiche tecniche - Sauber C37 | Caratteristiche tecniche - Sauber C37 |
| --------------------------------------------------------------- | --- | --- | --- | --- | --- |
|                                                                 | | | | | |
| Configurazione                                                  | | | | | |
| Carrozzeria: monoposto                                          | Carrozzeria: monoposto | Posizione motore: centrale | Posizione motore: centrale | Trazione: posteriore | Trazione: posteriore |
| Dimensioni e pesi                                               | | | | | |
| Ingombri (lungh.×largh.×alt. in mm): 5143 mm × 2000 mm × 950 mm | Ingombri (lungh.×largh.×alt. in mm): 5143 mm × 2000 mm × 950 mm                                                                                   | Ingombri (lungh.×largh.×alt. in mm): 5143 mm × 2000 mm × 950 mm                                                                                   | Ingombri (lungh.×largh.×alt. in mm): 5143 mm × 2000 mm × 950 mm                                                                                   | Diametro minimo sterzata: | Diametro minimo sterzata: |
| Interasse:                                                      | Interasse: | Carreggiate: anteriore 1615 mm - posteriore 1530 mm                                                                                               | Carreggiate: anteriore 1615 mm - posteriore 1530 mm                                                                                               | Altezza minima da terra: | Altezza minima da terra: |
| Posti totali: 1                                                 | Posti totali: 1 | Bagagliaio: | Bagagliaio: | Serbatoio: 105 kg | Serbatoio: 105 kg |
| Masse                                                           | / in ordine di marcia: 733 kg | / in ordine di marcia: 733 kg | / in ordine di marcia: 733 kg | / in ordine di marcia: 733 kg | / in ordine di marcia: 733 kg |
| Meccanica                                                       | | | | | |
| Tipo motore: Ferrari tipo 062 EVO V6 90°                        | Tipo motore: Ferrari tipo 062 EVO V6 90° | Tipo motore: Ferrari tipo 062 EVO V6 90° | Cilindrata: 1600 cm³ | Cilindrata: 1600 cm³ | Cilindrata: 1600 cm³ |
| Distribuzione: pneumatica                                       | Distribuzione: pneumatica | Distribuzione: pneumatica | Alimentazione: 500 bar – diretta | Alimentazione: 500 bar – diretta | Alimentazione: 500 bar – diretta |
| Prestazioni motore                                              | Potenza: 940 CV + 30 CV dati dalle 2 EVO portate durante la stagione / Coppia: 490 Nm                                                             | Potenza: 940 CV + 30 CV dati dalle 2 EVO portate durante la stagione / Coppia: 490 Nm                                                             | Potenza: 940 CV + 30 CV dati dalle 2 EVO portate durante la stagione / Coppia: 490 Nm                                                             | Potenza: 940 CV + 30 CV dati dalle 2 EVO portate durante la stagione / Coppia: 490 Nm                                                             | Potenza: 940 CV + 30 CV dati dalle 2 EVO portate durante la stagione / Coppia: 490 Nm                                                             |
| Accensione: elettronica Magneti Marelli statica                 | Accensione: elettronica Magneti Marelli statica                                                                                                   | Accensione: elettronica Magneti Marelli statica                                                                                                   | Impianto elettrico: Magneti Marelli | Impianto elettrico: Magneti Marelli | Impianto elettrico: Magneti Marelli |
| Frizione: multidisco                                            | Frizione: multidisco | Frizione: multidisco | Cambio: longitudinale Ferrari, 8 marce + retromarcia, con comando semiautomatico elettronico sequenziale                                          | Cambio: longitudinale Ferrari, 8 marce + retromarcia, con comando semiautomatico elettronico sequenziale                                          | Cambio: longitudinale Ferrari, 8 marce + retromarcia, con comando semiautomatico elettronico sequenziale                                          |
| Telaio                                                          | | | | | |
| Corpo vettura                                                   | in materiale composito a nido d'ape con fibra di carbonio                                                                                         | in materiale composito a nido d'ape con fibra di carbonio                                                                                         | in materiale composito a nido d'ape con fibra di carbonio                                                                                         | in materiale composito a nido d'ape con fibra di carbonio                                                                                         | in materiale composito a nido d'ape con fibra di carbonio                                                                                         |
| Sospensioni                                                     | anteriori: a schema push rod con doppi triangoli sovrapposti / posteriori: a schema push rod con doppi triangoli sovrapposti                      | anteriori: a schema push rod con doppi triangoli sovrapposti / posteriori: a schema push rod con doppi triangoli sovrapposti                      | anteriori: a schema push rod con doppi triangoli sovrapposti / posteriori: a schema push rod con doppi triangoli sovrapposti                      | anteriori: a schema push rod con doppi triangoli sovrapposti / posteriori: a schema push rod con doppi triangoli sovrapposti                      | anteriori: a schema push rod con doppi triangoli sovrapposti / posteriori: a schema push rod con doppi triangoli sovrapposti                      |
| Freni                                                           | anteriori: a disco autoventilanti in carbonio Brembo / posteriori: a disco autoventilanti in carbonio Brembo con sistema di controllo elettronico | anteriori: a disco autoventilanti in carbonio Brembo / posteriori: a disco autoventilanti in carbonio Brembo con sistema di controllo elettronico | anteriori: a disco autoventilanti in carbonio Brembo / posteriori: a disco autoventilanti in carbonio Brembo con sistema di controllo elettronico | anteriori: a disco autoventilanti in carbonio Brembo / posteriori: a disco autoventilanti in carbonio Brembo con sistema di controllo elettronico | anteriori: a disco autoventilanti in carbonio Brembo / posteriori: a disco autoventilanti in carbonio Brembo con sistema di controllo elettronico |
| Pneumatici                                                      | Pirelli / Cerchi: O.Z. da 13 in | Pirelli / Cerchi: O.Z. da 13 in | Pirelli / Cerchi: O.Z. da 13 in | Pirelli / Cerchi: O.Z. da 13 in | Pirelli / Cerchi: O.Z. da 13 in |
| Prestazioni dichiarate                                          | | | | | |
| Velocità: >350 km/h                                             | Velocità: >350 km/h | Velocità: >350 km/h | Accelerazione: | Accelerazione: | Accelerazione: |
| Consumi                                                         | 2 Kg/giro | 2 Kg/giro | 2 Kg/giro | 2 Kg/giro | 2 Kg/giro |
| Altro                                                           | | | | | |
| Energia batteria (a giro) 4 MJ                                  | Sistema ERS | Sistema ERS | Sistema ERS | Sistema ERS | Sistema ERS |
| Potenza MGU-K: 120 kW                                           | Giri max MGU-K: 50 000 giri/min Giri max MGU-H: 125 000 giri/min                                                                                  | Giri max MGU-K: 50 000 giri/min Giri max MGU-H: 125 000 giri/min                                                                                  | Giri max MGU-K: 50 000 giri/min Giri max MGU-H: 125 000 giri/min                                                                                  | Giri max MGU-K: 50 000 giri/min Giri max MGU-H: 125 000 giri/min                                                                                  | Giri max MGU-K: 50 000 giri/min Giri max MGU-H: 125 000 giri/min                                                                                  |

## Carriera agonistica

### Test
Il 21 febbraio la nuova vettura del team svizzero gira per la prima volta  a Barcellona per il filming day con Marcus Ericsson.

### Stagione

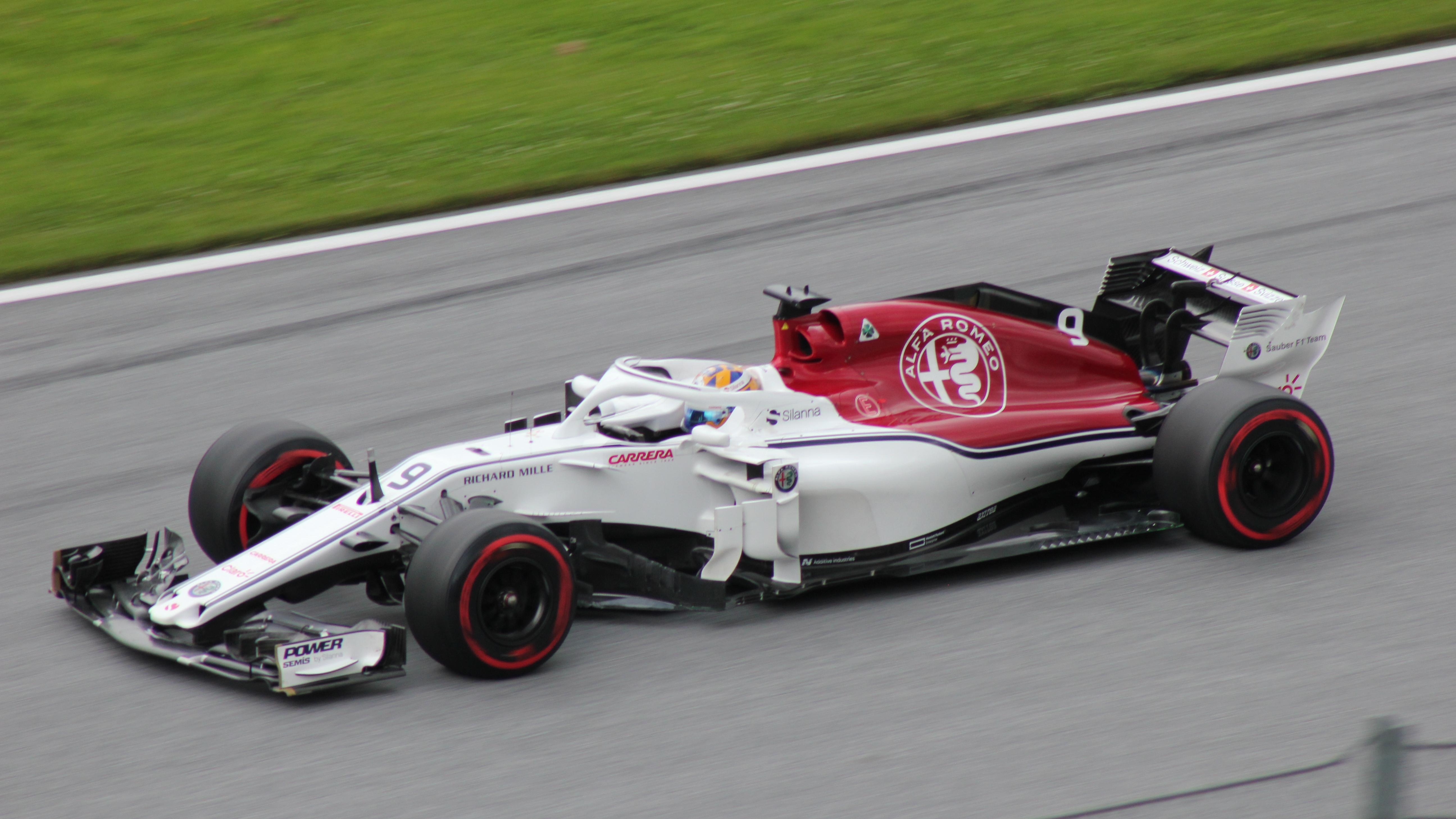
Ericsson in azione nel Gran Premio d'Austria 2018, dove per la prima volta in stagione la Sauber porta entrambe le C37 a punti.

Dopo un debutto non esaltante a Melbourne, a Manama è Ericsson a portare il primo risultato positivo stagionale in casa Sauber, concludendo a punti dopo aver rimontato dal diciassettesimo posto della griglia. Dopo un'altra gara anonima a Shanghai, il team elvetico torna a punti nella successiva tappa di Baku dove il giovane Leclerc, alla sua stagione d'esordio in Formula 1, dapprima in qualifica riesce per la prima volta a portare la C37 in Q2, e poi a concludere la gara a una lusinghiera sesta posizione, che rimarrà il miglior piazzamento Sauber nel corso di questo campionato; il pilota monegasco conferma a Montmeló il suo positivo momento, riuscendo a conquistare un altro punto. A Monte Carlo invece il weekend non è altrettanto fruttuoso per la scuderia svizzera, con Leclerc che non conclude la gara ed Ericsson fuori dalla zona punti.
Nelle due gare successive, a Montréal e a Le Castellet, è sempre il giovane pilota monegasco ad andare a punti chiudendo in entrambe le occasioni decimo. A Spielberg la Sauber si dimostra molto competitiva con Leclerc ed Ericsson che, per la prima volta in stagione, chiudono entrambi la gara a punti, rispettivamente al nono e al decimo posto. Nelle qualifiche di Silverstone Leclerc riesce per la prima volta in stagione a portare la C37 in Q3; in gara tuttavia entrambi i piloti della scuderia elvetica sono costretti al ritiro. A Hockenheim, dopo che Leclerc si conferma in qualifica riuscendo ad arrivare nuovamente in Q3, è il compagno di box Ericsson ad andare a punti concludendo nono. Quello di Budapest invece non è un weekend positivo per la Sauber, con nessun punto conquistato e con un ritiro per Leclerc.

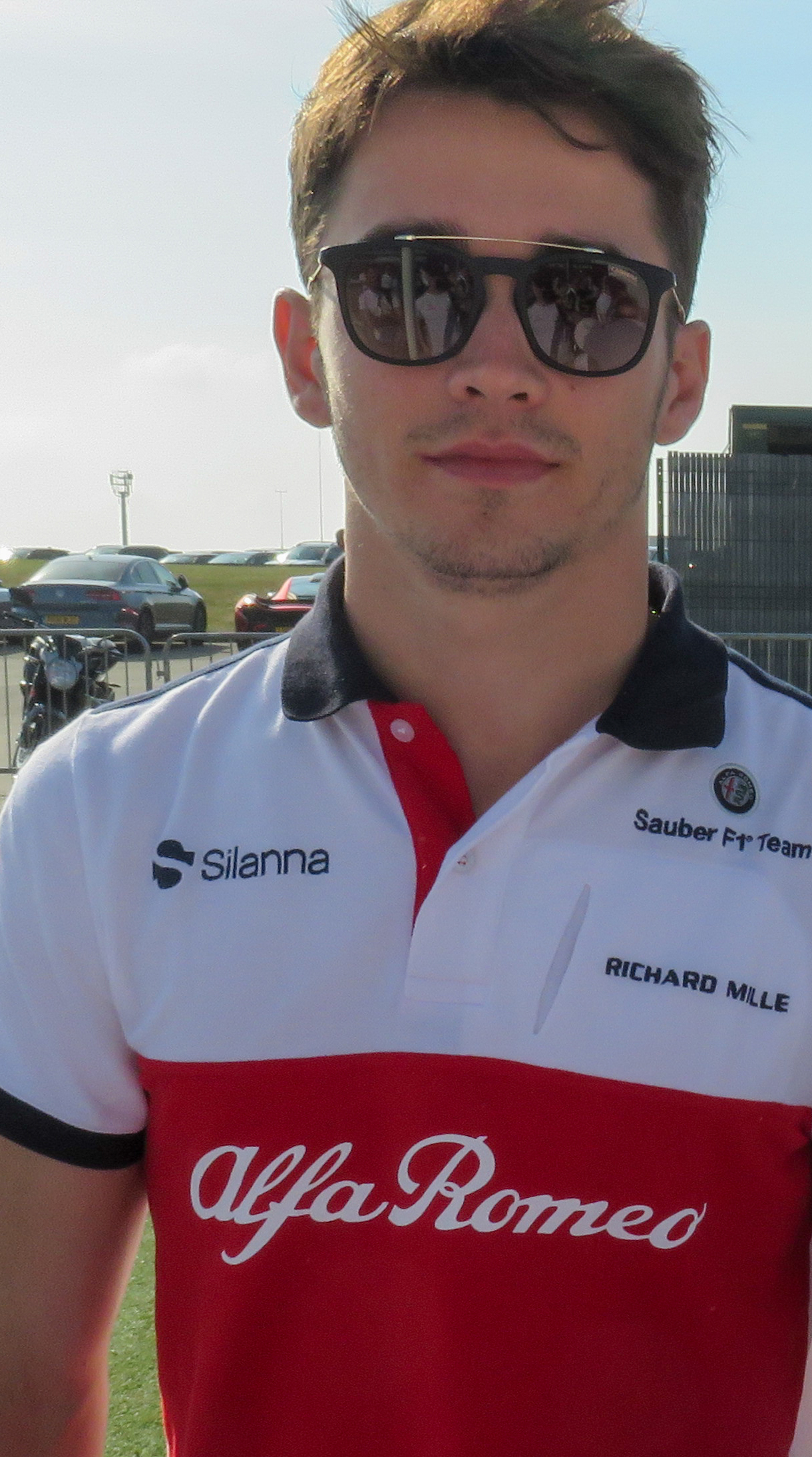
Grazie alle prestazioni offerte al volante della C37, Leclerc viene eletto rookie dell'anno.

Al termine della pausa estiva, a Spa-Francorchamps Ericsson si piazza decimo, con un nuovo ritiro per Leclerc il quale, coinvolto in un pauroso incidente con la McLaren di Fernando Alonso, è de facto il primo pilota del circus a giovare dell'introduzione dell'Halo; segue l'anonimo appuntamento di Monza dove il team elvetico non raccoglie punti. A Singapore il monegasco torna sugli scudi piazzandosi nono, come a Soči dove si migliora arrivando settimo. A Suzuka nessuno dei due alfieri Sauber conquista punti, mentre ad Austin Ericsson arriva decimo, con il veloce ma sfortunato Leclerc nuovamente costretto al ritiro. A Città del Messico entrambe le C37 si qualificano alla Q3, con Leclerc nono ed Ericsson decimo in griglia, chiudendo poi la gara rispettivamente al settimo e al nono posto, piazzando per la seconda volta in stagione entrambe le monoposto svizzere in zona punti. Gli ultimi due appuntamenti dell'anno, a Interlagos e a Yas Marina, vedono un sempre più solido Leclerc abbonato al settimo posto, issando nel finale di stagione la Sauber immediatamente a ridosso dei top team; epilogo invece sfortunato per Ericsson, costretto in entrambe le occasioni al ritiro.
La C37, pur a fronte di qualche problema di troppo quanto ad affidabilità, permette alla Sauber di chiudere il campionato 2018 all'ottavo posto nella classifica costruttori, davanti alla Toro Rosso e alla blasonata Williams: un risultato che migliora nettamente quelli che il team aveva ottenuto nei negativi anni precedenti, e che fa della monoposto svizzera la rivelazione della stagione; la buona competitività della C37 fa inoltre emergere le qualità di Leclerc, il quale viene premiato quale rookie dell'anno guadagnandosi così un sedile in Ferrari per la stagione seguente.

## Piloti
| Piloti ufficiali  | Piloti ufficiali   | Piloti ufficiali |
| Nazione           | Nome               | Numero           |
| ----------------- | ------------------ | ---------------- |
| Svezia (bandiera) | Marcus Ericsson    | 9                |
| Monaco (bandiera) | Charles Leclerc    | 16               |
| Piloti di riserva |                    |                  |
| Nazione           | Nome               | Numero           |
| Italia (bandiera) | Antonio Giovinazzi | 36               |

## Risultati in Formula 1
| Anno | Team   | Motore  | Gomme | Piloti   |     |    |    |    |    |    |    |    |    |     |    |     |     |    |    |    |     |     |   |     |     | Punti | Pos. |
| ---- | ------ | ------- | ----- | -------- | --- | -- | -- | -- | -- | -- | -- | -- | -- | --- | -- | --- | --- | -- | -- | -- | --- | --- | - | --- | --- | ----- | ---- |
| 2018 | Sauber | Ferrari | P     | Ericsson | Rit | 9  | 16 | 11 | 13 | 11 | 15 | 13 | 10 | Rit | 9  | 15  | 10  | 15 | 11 | 13 | 12  | 10  | 9 | Rit | Rit | 48    | 8º   |
| 2018 | Sauber | Ferrari | P     | Leclerc  | 13  | 12 | 19 | 6  | 10 | 18 | 10 | 10 | 9  | Rit | 15 | Rit | Rit | 11 | 9  | 7  | Rit | Rit | 7 | 7   | 7   | 48    | 8º   |